# Hundshautgerber
Hundshautgerber ist eine historische Berufsbezeichnung eines Gerbers der Haut von Hunden. Das durch das Gerben gewonnene Leder wurde besonders zu Handschuhen und bis zum Anfang des 20. Jahrhunderts zu Druckerballen verarbeitet. Im Mittelalter gehörte der Beruf zu den gemiedenen und verrufenen Berufszweigen.

## Berufsstand
Ihr Rohmaterial bezogen die Hundshautgerber vom Abdecker (Hundshäuter). Von den Gerbern allgemein wurde für die Zubereitung mancher Lederarten Hundedreck, der Hundekot, verwendet. Zusammen mit dem allen Rohfellen – und damit auch den Gerbern – anhaftenden Aasgeruch dürfte das der hauptsächliche Grund für die Anrüchigkeit des Berufsstandes in vielen Gegenden gewesen sein. Der deutsche Reichstag sah sich veranlasst, noch in seinem Reichsabschied von 1731, 13. Abschnitt, zu erklären: Verarbeitung von Hundhäuten durch die Gerber dürfe nicht zum Gegenstand der Abstrafung gemacht werden. Ebenso wenig sei kein Handwerker für unehrlich zu halten, der einen Hund oder eine Katze totwirft oder schlägt oder ertränkt „ja nur ein Aas anrühret oder dergleichen“.
Dass der Hundshautgerber offenbar besonders gering angesehen war, könnte auch historische Ursachen haben. War der Hund ursprünglich hochgeschätzt, ja heilig, als Mutter-, Toten- und Unterwelttier, kehrte sich das später gegen ihn in ein Tabu um, mit einer besonderen Scheu oder Abscheu, „du Hund“ wurde zu einem Schimpfwort. In der Offenbarung des Johannes (22,15) heißt es von allen, denen das Himmelreich verschlossen ist: „Draußen aber sind die Hunde und die Zauberer, die Unzüchtigen und die Mörder, die Götzendiener …“ Seit dem Mittelalter bestand eine allgemeine Abneigung vor der Berührung eines Tierkadavers, besonders aber einer Hunde- oder Katzenleiche. Wer auch nur zufällig oder fahrlässigerweise ein solches Tier tötete, wurde für handwerksuntüchtig und unehrlich erklärt. Nur „des Nachrichters Knechten und Gesindlein“ stand es zu, städtische Hunde zu fangen und sie gegen Gebühr ihren Besitzern zurückzugeben. In manchen deutschen Städten hatte der Fron (die Scharfrichterknechte) die Aufgabe des sogenannten Hundeschlagens. Die Stadt Nürnberg beschäftigte einen eigenen Stadtknecht dafür. Noch um 1750 hatte der Scharfrichter (Fron) der Stadt Halle dem Vorstand des Stadtgerichts, dem Stadtschultheißen, jährlich einen Tribut zu bringen: ein Paar Handschuhe von Hundleder, dazu Pfeffer, Ingwer und andere „feine“ (was wohl „höllisch scharf“ meint) Gewürze. Im Deutschen Rechtswörterbuch steht: „[der Abdecker hat jährlich zu entrichten] 24 paar geraume … tuechtige und wohlgemachte, manns-handschuhe, von rechten guten hunds-leder, oder vor jedes paar 7 groschen.“ Auch anderswo scheinen die hundsledernen Handschuhe ein sehr allgemeines Huldigungssymbol gewesen zu sein.
Noch geächteter war der Hundshäuter oder Hundschlager, ein anderer Name für den Abdecker oder Schinder. Er entsorgte die eines nicht natürlichen Todes gestorbenen Tiere, tötete streunende Hunde und wurde zu allen schmutzigen Arbeiten herangezogen, wie beispielsweise dem Entleeren der Kloaken.

## Hundeleder

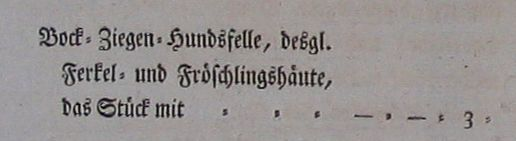
Fell-Tarife Friedrich August von Sachsen, 1801: Bock- Ziegen- Hundsfelle, desgl. Ferkel- und Fröschlingshäute, das Stück mit 3 Pfennig

Die Haut von Haushunden und -katzen wurde zu Leder verarbeitet. Hunde- oder Hundsleder wurde im Mittelalter bis zur Moderne im Bereich des Buchdrucks und anderer Drucktechniken angewendet, bei denen der Auftrag von Druckerschwärze auf den Druckstock mit dem Druckerballen, einem Ledertampon erfolgte. Da der Hund ein porenfreies Leder hat – seine Haut ist nicht von Schweißdrüsen durchsetzt –, wurde vor allem Hundeleder dafür benutzt. Offenbar verwendeten die Drucker jedoch nicht nur gegerbte Leder. 1805 wurde darauf hingewiesen, dass Hundeleder besonders viel Arbeit für den Drucker bedeutete, der die getrocknete Rohhaut vor der Verwendung lange Zeit einweichen musste, um es dann mit den Füßen weich zu walken. Dazu wurde sie um ein Holz gewickelt, ein Lappen drum gelegt und mit den Füßen eine Zeitlang auf dem Boden hin und her bewegt („Abtreten“). Wegen dieser mühsamen Vorbereitung und wegen des unangenehmen Geruchs benutzen zum Beispiel die Leipziger Drucker lieber bereits halbgewalktes Schafleder. Unklar bleibt bei dieser Beschreibung, aus welchem Grund sie nicht fertig gegerbtes Hundeleder verwendeten und ob der Beruf des Hundshautgerbers im Jahr 1805 noch bestand.
Anfang des 20. Jahrhunderts war Hundeleder für bestimmte Artikel, wie beispielsweise hochwertige Handschuhe, durchaus noch gefragt. – Der Luftsack des böhmischen Dudelsacks wird traditionell auch aus Hundefell hergestellt. Die Stigmatisierung des Hundefells hat in den letzten Jahrzehnten vermehrt zu einer Hinwendung zu Ziegenfell für das Instrument geführt, dennoch werden sie auch weiterhin ebenfalls aus Hundefell gearbeitet. In Brasilien werden Hundefelle, insbesondere die der Dackel, zum Bespannen einer bestimmten Reibetrommel, der Cuíca, verwandt.
Die besondere Behandlung der Hunde- oder Katzenkadaver als Produkt zeigt sich noch heute in einer ungewöhnlichen, eher emotionalen als sachlichen Begründung eines Gesetzes. Seit dem 31. Dezember 2008 sind Handel und Import von Katzenfellen und Hundefellen in der EU „aus ethischen Gründen“ verboten. „Für das Empfinden der Bürger der Europäischen Union sind Katzen und Hunde Haustiere, und deshalb stößt die Verwendung von Fellen dieser Tiere oder von Produkten, die solche Felle enthalten, auf Ablehnung“. Es dürfen Hundefelle sowie Produkte, die solche Felle enthalten, in der Europäischen Union weder in Verkehr gebracht noch in die Gemeinschaft ein- beziehungsweise aus ihr ausgeführt werden. Ausnahme sind Einfuhren ohne kommerziellen Charakter.

## Hundefell
Die Zubereitung von Fellen, Häute, an denen beim Gerben die Haare an der Haut belassen werden, unterlag nicht dem Gerber, sondern einem eigenen Berufszweig, dem des Kürschners, der die Felle anschließend auch verarbeitete. Nach Ende des Mittelalters trennte sich der Bankkürschner vom Nadelkürschner, der Pelzzurichter gerbte jetzt die Felle und der Kürschner verarbeitete sie weiter zu Pelzen. Nicht nur in Breslau und Brieg hätte sich im ausgehenden Mittelalter ein Kürschner jedoch vor allem dadurch zunftunehrlich gemacht, dass er Hundefelle verarbeitet, wie überhaupt durch eine vorsätzliche Tötung eines Hundes. So musste ein Breslauer Kürschner, „der 1576 unversehens einen Hund erschlagen“, extra für zunftehrlich erklärt werden. Ausdrücklich wurde hinzugefügt, dass diese Handlung auch seinem Handwerk, also der Innung, nicht schaden solle. Ähnlich ging es 1604 einem dortigen Kürschnergesellen, der einen Hund totgetreten hatte. Drohte doch einer Zunft, die zu nachsichtig mit dem anrüchig gewordenen Meister war, ein Boykott aller übrigen Kürschnerinnungen und damit der Existenz des ganzen Kürschnerhandwerks einer Stadt. Entgegen der zu Breslau noch am Anfang des 18. Jahrhunderts herrschenden Ansicht über das unzulässige Verarbeiten von Hundefellen drückte ein eingeholtes Gutachten der Leipziger Kürschnerzunft unverhohlenes Erstaunen über jeden Zweifel an der Ehrlichkeit eines also Verrufenen aus, indem es den Breslauern geradezu Übereiferung vorwarf. „Sei es doch, heißt es hier, ‚mehr als zu not‘ bekannt, daß nicht allein Hunde, sondern auch Katzen oder Belinen, wie man andernorts Katzen nenne, allenthalben von den Kürschnern unangefochten zugerichtet würden. So mache man Müffe aus Hundefellen, die sogar von vornehmen Personen getragen zu werden pflegten. Um ebenso wie das Verfertigen sei das Zurichten als ehrlich anzusehen; sonst müßten ja alle Loh- und Weißgerber für unehrliche Leute gehalten werden, die doch überall eine eigene Zunft, ja sogar an vielen Orten mit den Kürschnern ein und dieselbe Innung bildeten. Bei allen auf der Ostermesse anwesenden Kürschnern habe die Anschauung der Breslauer Zunft Mißbilligung gefunden, und so erblicke man allgemein in der Zurichtung von Hunde- und Katzenfellen nichts Unehrliches für den Kürschner, was den Breslauern, die ja auch in der Welt herumkämen, nicht so ganz unbekannt sein könne“ (‚..., und verwundern uns hertzlich, das sie ohne erstliche Befragung diesen ihren Mitmeister sogleich das Handwerk geleget...‘). Einen ähnlichen Standpunkt vertrat ein Wiener Gutachten, wohingegen die Prager Kürschner meinten, dass der Kürschner zwar gefehlt habe, aber mit einer milden Strafe zu belegen sei.
1852 schrieb der Autor eines Pelzfachbuchs, dass Hundefelle auch in dieser Zeit in der Regel nicht zu Rauchwarenartikeln verarbeitet wurden. Nur gelegentlich käme es vor, dass sich der Besitzer eines Hundes aus dem Fell des getöteten Tieres eine Fußdecke oder ein Paar warme Winterstiefel anfertigen lässt. Ungleich häufiger wurde das besonders feste Hundeleder für Beutlerarbeiten verwendet. Es konnten Hosen, Hosenträger, geringwertigere Sorten von Handschuhen und Portemonnaies daraus gefertigt werden.